# Tenencia de gobierno de Santiago de Jerez
La tenencia de gobierno de Santiago de Jerez era una entidad política colonial de la gobernación del Río de la Plata y del Paraguay —la cual fuera escindida desde 1618, por real orden de 1617, pasando a depender de la nueva gobernación del Paraguay— que como un territorio autónomo formaba parte del Virreinato del Perú, y que a su vez conformaba al Imperio español. Fue creada el 13 de enero de 1596 en un territorio nominal de la entonces tenencia de gobierno del Guayrá en donde se hizo un primer intento de poblarla, fundando la efímera Santiago de Jerez de 1580 hasta que fuera abandonada, y luego al refundarla en 1593, pasó a depender directamente de la tenencia de gobierno general de Asunción pero cuya jurisdicción se separaría en el año citado para tener un propio teniente de gobernador. La capital Santiago de Jerez, como las reducciones de San Ignacio Miní I y Nuestra Señora de Loreto del Pirapó, al igual que las del Guayrá como Ciudad Real, Villa Rica del Espíritu Santo, entre otras, habían formado parte de un glacis defensivo español para contener los avances portugueses hacia el oeste y el sur.
Finalmente en noviembre de 1632 los bandeirantes luso-brasileños, aliados a los originarios mbayáes y a los aborígenes caduveos del Chaco Boreal, atacaron la región y destruyeron cuatro reducciones jesuitas, obligándoles a desplazarse hacia el sur, y de esta forma, los escasos habitantes de Santiago de Jerez capitularon en 1640, desapareciendo así la tenencia de gobierno.
Sin embargo, la región del Itatín seguiría evangelizada y ocupada por los jesuitas bajo la Corona de España, en donde fundarían diversas reducciones de aborígenes, pero luego del abandono definitivo en 1659, los jesuitas se instalaron por quince años en el Chaco Boreal, pasando a ser colonizada dicha región por los luso-brasileños. En la actualidad pertenece al estado de Mato Grosso del Sur, en la República Federativa del Brasil.

## Historia

### Primer teniente de gobernador de Santiago de Jerez
El lugarteniente de la gobernación Íñigo Ramírez de Velasco asignó en Asunción a Ruy Díaz de Guzmán como teniente de gobernador de Santiago de Jerez el 13 de enero de 1596. Con su esposa e hijos se avecindaron en la nueva ubicación de la ciudad.
Tres años después acompañaría al teniente de gobernador general de Asunción, Francés de Beaumont y Navarra, a la ciudad de Santa Fe y luego pasaron a la nueva fundación de la ciudad de Buenos Aires, en donde estuvo empleado en el fuerte tres años. En su lugar dejó como nuevo teniente de gobernador al capitán Andrés Díaz (f. 1615).

### Tercer emplazamiento de la capital
En 1599 un ataque de los gualachíes hizo que el teniente gobernador Andrés Díaz, y por instrucciones de su antecesor Díaz de Guzmán, trasladó la capital por orden del gobernador Hernandarias a un nuevo emplazamiento ubicado entre la margen derecha del «Río Mondego», que también era llamado «Mbotetey», «Corrientes», «Bitetey» o «de los Apóstoles» —actualmente río Miranda— y el río Aquidauana, entre las actuales ciudades de Aquidauana y Miranda.
En el año 1601 el Cabildo local presentó ante el gobernador en Asunción la necesidad del traslado de la ciudad por su fatal estado pero el gobierno de Asunción se opuso al traslado, y en 1602 el vecino Jerónimo López suplicó socorro ante la Real Audiencia de Charcas, y por tal motivo fue demandado por el entonces procurador de Santiago de Jerez. En 1605, luego de una expedición contra los ñuaras, la despoblarían de muchas mujeres y niños para su protección, por lo cual se quedó con solo 15 hombres de armas, además de carecer de sacerdotes.
Las ruinas de Santiago de Jerez en el presente se encuentran a 15 km noroeste de la ciudad de Aquidauana, específicamente en la Fazenda Volta Grande, las cuales comenzaron a excavarse en 2008.

### Último emplazamiento de Santiago de Jerez
El 1623, ante el ataque de los payaguás, un cabildo abierto de los pobladores decidió trasladar la ciudad a un nuevo emplazamiento en la zona de Yaguarí, pero el gobernador expresó que no podría realizarse hasta que él lo efectuara personalmente y el traslado no se concretó. Los motivos para el traslado fueron expresados:

Los motivos que alegaran pª. mudarse era hallarse la Ciudad de Xerez en mucho peligro por las muchas naciones de Yndios circunvesinos y otros com quienes se comunican y están confederados, y por la poca vezindad de Españoles que hay en la dha Ciudad pª. su defensa. 2°. Por ser el sitio muy enfermo assi pª. Españoles como para los naturales, donde se han consumido gran suma de estos y assi ha mucho tiempo desean la mudanza â sitio, mas sano y de mas comodidades, donde puedan tener sementeras y ganados pª. su sustento, porque en su sitio no se da bien lo suso dha.

En 1625 el gobernador Manuel de Frías dio licencia para trasladar el pueblo a los llanos de Yaguarí, una chapada o meseta de la sierra de Amambay. Sin embargo, este último traslado es puesto en duda por muchos historiadores que afirman que no ocurrió.
Mientras se producía el éxodo guayreño, desde los saltos del Guairá el superior jesuita Antonio Ruiz de Montoya, a petición del regidor de Santiago de Jerez, envió a los padres belgas João Rançonnier y Justo van Surk —que castellanizaron sus nombres en el padre Ferrer y el padre Mansilla— para explorar la región de Itatín en 1631. Van Surk quedó como superior de esa misión en colaboración de los sacerdotes Rançonnier, el español Ignacio Martínez y el francés Nicolás Henard.

### Supresión de la tenencia de gobierno por ataques luso-brasileños
En noviembre de 1632 los bandeirantes y mamelucos luso-brasileños Ascenso Ribeiro y André Femandes, procedentes de San Pablo atacaron, en alianza con los indígenas "mbayáes", o bien caduveos procedentes del Chaco Boreal, la región de Itatín en busca de esclavos y destruyeron las cuatro reducciones jesuitas recién fundadas: Ángeles de Tacuaty, San Benito de Yaray, San José de Yacaray y Natividad de Nuestra Señora de Taragüí, obligándoles a desplazarse hacia el sur. Los escasos habitantes de Santiago de Jerez, capitularon en 1640 que se les unieron y despoblaron la ciudad yéndose con ellos.
Otros relatos poco creíbles sitúan el abandono de la ciudad en otros años:

Os Paulistas, despois de terem penetrado alem das plañidas de Piratininga, atravessarüo o Rio Pardo, antes do anno de 1626, passaráo as barras dos ríos Anhandry e Anhamboby, e chegando a hum lugar chamado a Vacaría, na inargem septentrional do Rio Imbotetiu, hoje denominado Mondego, a veinte legoas da sua embocadura, destruiráo a cidade de Xerez, que os Heepanhoes do Paraguay tinhao fundado e cujas ruinas subsistiráo por muito tiempo.
Francisco S. Constancio, Historia do Brasil, página 67, tomo II

### Éxodo de los habitantes hacia el sur
Algunos pobladores hispanos del último emplazamiento de Santiago de Jerez —en gran parte oriundos de los anteriormente abandonados poblados de la tenencia de gobierno del Guayrá: Villa Rica del Espíritu Santo en 1632 y Ciudad Real en 1638— que fueron desterrados por los bandeirantes y sus aliados guaycurúes, y tras un prolongado éxodo, se mudaron al tercer emplazamiento de Villarrica, que por gestión del gobernador paraguayo Martín de Ledesma Valderrama la había dejado instalada en los campos de Yaru, ubicados al sur del río Amambaí, al este del río Iguatemí —en la misma orilla que los portugueses, más de un siglo después, fundarían al futuro y efímero «Fuerte de Iguatemí», en el extremo meridional del actual estado brasileño de Mato Grosso del Sur— y al oeste del río Paraná.
En 1642, esta última se volvería a mudar hacia la sierra de Amambay —cerca de la posterior villa de Curuguaty, y en la presente República del Paraguay— luego tendría una quinta mudanza en 1674 —en la actual Itapé— para pasar al río Tobatyry, un afluente del río Manduvirá —en la actual Coronel Oviedo— en 1678 y por último, a su definitiva y séptima ubicación en 1683, en la presente ciudad paraguaya de Villarrica.

## Misiones jesuíticas del Itatín bajo la Corona española
Las cuatro misiones saqueadas y desplazadas hacia el sur se agruparon en la misión de Yatebó en 1634, ubicada a unos 12 km al norte del río Apa y por similar distancia al este del río Paraguay, pero al año siguiente se dividiría en dos: Nuestra Señora de Fe que permanecería en la zona y San Ignacio de Caaguazú que se trasladó a un afluente del alto río Aquidabán, subsistiendo ambas hasta 1649, fechas que las dos reducciones se fusionaran nuevamente en aquella segunda ubicación, pero al año siguiente y conservando sus nombres, volvieron a trasladarse más hacia el sur aún, en la orilla norte del curso medio del río Jejuí Guazú, separadas por unos 25 km una de la otra.
Ambas reducciones antes citadas del Jejuí estuvieron en la zona hasta el año 1656 cuando regresaron a sus lugares originarios, al norte de los ríos Aquidabán y Apa pero debido a los ataques bandeirantes, en 1659 se trasladaron al Chaco Boreal —en los alrededores de la actual Bahía Negra— y luego de ser destruidas por los guaycurúes en 1674, se mudaron en forma definitiva al río Paraná, cambiándose el nombre para evitar confusión con otras de la zona: San Ignacio de Caaguazú por el de Santiago y Nuestra Señora de Fe por el de Santa María de Fe. Consecuentemente en dicho año, la «Provincia de Itatín» sería evacuada definitivamente por los jesuitas.

## Ocupación portuguesa de la región
En el año 1673 los aborígenes mbayáes destruyeron la abandonada ciudad pero en 1688 los luso-brasileños ocuparon sus ruinas, por lo que el gobernador paraguayo Francisco de Monforte emprendió una campaña contra los mamelucos intentando recuperar sin éxito la zona de Santiago de Jerez. El gobernador Baltazar García Ros, a finales de 1707, aprestó una expedición para lo mismo, que luego no partió por haberlo sucedido en el gobierno Manuel de Robles Lorenzana.
Por el Tratado de Madrid de 1750, el límite entre los imperios coloniales de España y de Portugal, al abolir la línea del Tratado de Tordesillas, afectó a la gobernación del Paraguay con el litigio de la provincia del Itatín por diferentes interpretaciones al discrepar ambas potencias sobre la ubicación del río Igurey que según los hispanos era el actual río Ivinhema.
Luego de la firma del Tratado de San Ildefonso en 1777, entre España y Portugal, este último tomó posesión definitiva de la zona en 1778, fundando en el lugar del cuarto emplazamiento de Santiago de Jerez, la villa de Nossa Senhora do Carmo do Rio Imbotetim sobre el «Río Botetim, Imbotetim o Mondego» —actualmente llamado río Miranda— por orden del capitán general del Mato Grosso.
En el año 1797 se estableció en la ciudad un presidio al que llamaron «Fuerte de Miranda», nombre que abarcó al poblado y se conservaría hasta la actualidad con la ciudad brasileña homónima.

## Lista de tenientes de gobernador de Santiago de Jerez
- Ruy Díaz de Guzmán (desde el 13 de enero de 1596).
- Andrés Díaz (desde 1599).
- Juan Rasquín (desde ca. 1605).
- Juan de Espinosa (desde ca. 1610).
- Gabriel Sánchez de Mansilla (desde 1613).
- Pedro Sánchez de Valderrama (desde 1615).
- Diego de Rego (desde 1621 a 1632).